# 本茂村
本茂村（もとしげむら）は、愛知県宝飯郡にかつてあった村。
現在の豊川市（旧・一宮町）の一部（東上町・江島町・上長山町・松原町など）に該当する。

## 歴史
- 1874年（明治7年） - 長山村が上長山村に改称する。
- 1878年（明治11年） -
  - 東上村、北岡新田が合併し、東上村となる。
  - 鵜飼島村、江村が合併し、江島村となる。
- 1889年（明治22年）10月1日 - 東上村、江島村、上長山村、松原村が合併し、本茂村が発足。
- 1906年（明治39年）7月1日 - 桑富村と合併し、一宮村が発足。同日本茂村は廃止。